# Zevedeu

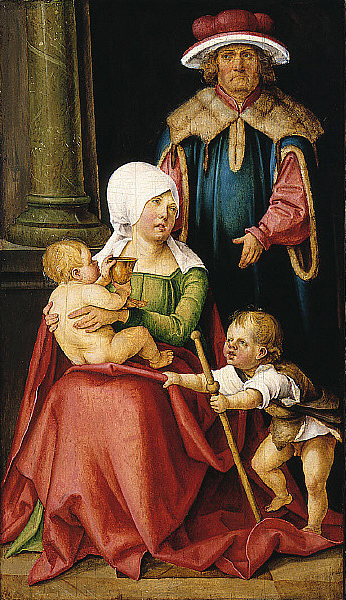
Hans von Kulmbach: Maria-Salomeea și Zevedeu cu fiii lor, Apostolul Ioan (cu un potir în mână) și Iacob cel Mare (cu toiagul de pelerin), c. 1511.

Zevedeu sau Zebedeus (greacă Ζεβεδαῖος, Zebedaios; ebraică זְבַדְיָה, Zebadyah), conform celor patru Evanghelii canonice, a fost tatăl lui Ioan și al lui Iacob, doi apostoli ai Mântuitorului Iisus Hristos.
Zevedeu era pescar și trăia în sau lângă Betsaida. Soția sa a fost, probabil, Maria-Salomeea.

## Galerie de imagini

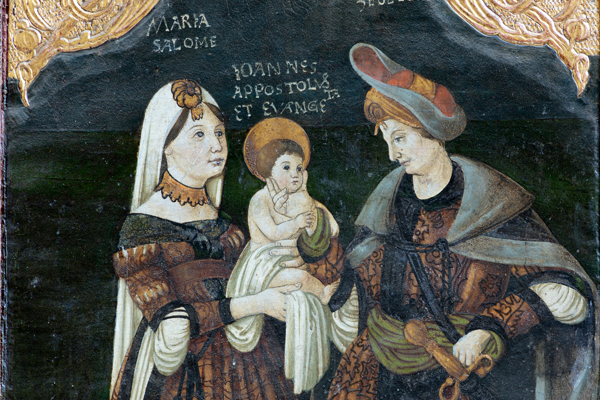
Maria Salomeea, Apostolul Ioan (copil) și Zevedeu, Altarul de la Biertan, anii 1490.